# Les Comes d'Olius
Les Comes d'Olius és una masia de Solsona protegida com a Bé Cultural d'Interès Local.

## Descripció
Construcció del segle xi de cinc cossos coberta amb teulada a doble vessant i el carener paral·lel a la façana principal orientada a sud-est. Rep per nom el topònim del municipi adjacent, ja que anteriorment pertanyia al municipi d'Olius.
L'aparell constructiu és molt divers, ja que té una gran quantitat d'afegits i modificacions corresponents a períodes cronològics diferents. Són singulars l'escala exterior damunt d'un arc de mig punt i diverses obertures de façana de pedra picada amb bastiments bisellats amb un estil gòtic renaixentista.

## Història
El cos central originalment seria de planta rectangular però en un moment posterior s'amplià a ponent afegint un altre cos amb un arc de mig punt i també es degueren modificar les obertures de les façanes en un estil gòtic. Al segle xviii, s'annexionà un altre cos a llevant i es modificà la façana de migdia i la major part d'obertures en balconades de la primera planta i el cobert exempt al nord de l'edificació principal.
La construcció està datada de finals de l'Edat Mitjana però hi hagué nombrosos canvis posteriors.
Apareix el nom d'Olius, ja que abans del 2000 pertanyia a aquest municipi que limita amb Solsona.